# Bruine bontloper
De bruine bontloper (Acupalpus brunnipes) is een keversoort uit de familie van de loopkevers (Carabidae). De wetenschappelijke naam van de soort werd in 1825 gepubliceerd door Jacob Sturm.